# هابل بالمر
هابل بالمر (بالإنجليزية: Hubbel Palmer)‏ هو كاتب سيناريو وممثل أمريكي، ولد في 19 فبراير 1977 بسولت ليك في الولايات المتحدة.

## وصلات خارجية
- هابل بالمر على موقع IMDb (الإنجليزية)
- هابل بالمر على موقع قاعدة بيانات الفيلم (الإنجليزية)